# نیکلاس چوی
نیکلاس چوی (انگلیسی: Nicholas Choi؛ زادهٔ ۲۰ ژانویهٔ ۱۹۹۳) شمشیرباز اهل چین است.